# إليزابيث فاراند
إليزابيث فاراند (بالإنجليزية: Elizabeth Farrand)‏ هي أمينة مكتبة أمريكية، ولدت في 31 مارس 1852 في آن آربر في الولايات المتحدة، وتوفيت في 17 أغسطس 1900 في بورت هورون في الولايات المتحدة.